# Erna Aretz
Erna Aretz (auch Erna E. Aretz; * 1. November 1949 in Schwarzenfels) ist eine deutsche Schauspielerin und Synchronsprecherin.

## Wirken
Erna Aretz trat im Zeitraum von 1977 bis 2012 in etlichen deutschen Filmproduktionen und Fernsehserien auf. Beispielsweise hatte sie wiederholt Rollen im Tatort und in Die Rettungsflieger. In dem Animationsfilm Das doppelte Lottchen (Regie: Toby Genkel, 2007) sprach sie den Part der Frau Wagenthaler. Erna Aretz lebt in Hamburg.

## Filmografie (Auswahl)
- 1977: Tatort: Das stille Geschäft (Fernsehreihe)
- 1985: Hallo Oma (Fernsehserie)
- 1991: Löwenzahn (Fernsehserie, 1 Folge)
- 1996: Großstadtrevier (Fernsehserie, 1 Folge)
- 1997: Ein Mann steht seine Frau (Fernsehserie, 1 Folge)
- 2001: Bronski und Bernstein (Fernsehserie, 1 Folge)
- 2001: Streit um drei (Fernsehserie, 1 Folge)
- 2003: Der Landarzt (Fernsehserie, 1 Folge)
- 2003: Der Fürst und das Mädchen (Fernsehserie, 1 Folge)
- 2003: Kunden und andere Katastrophen (Fernsehserie)
- 2003: Die Pfefferkörner (Fernsehserie, 1 Folge)
- 2004: Mein großer, dicker, peinlicher Verlobter (Fernsehserie, 7 Folgen)
- 2004–2007: Die Rettungsflieger (Fernsehserie, 2 Folgen)
- 2005: Willkommen im Club
- 2005: Adelheid und ihre Mörder (Fernsehserie, 1 Folge)
- 2005: Jetzt erst recht! (Fernsehserie, 1 Folge)
- 2006: Da kommt Kalle (Fernsehserie, 1 Folge)
- 2006: Väter – Denn sie wissen nicht was sich tut (Fernsehfilm)
- 2007: Das doppelte Lottchen (Animationsfilm, Stimmrolle)
- 2007: Tatort: Das namenlose Mädchen (Fernsehreihe)
- 2008: Herz aus Schokolade (Fernsehfilm)
- 2012: Dora Heldt: Bei Hitze ist es wenigstens nicht kalt (Fernsehfilm)